# 1er régiment de cavalerie (Italie)
Pour les articles homonymes, voir 1er régiment.
Le 1er régiment de cavalerie (en italien : 1o Reggimento « Nizza Cavalleria ») est un régiment de l’armée de terre italienne.

## Historique
Créé le 3 janvier 1832, le 1er régiment de cavalerie dépend de la brigade alpine « Taurinense ». Il est équipé de Puma 4 × 4 (blindés légers).

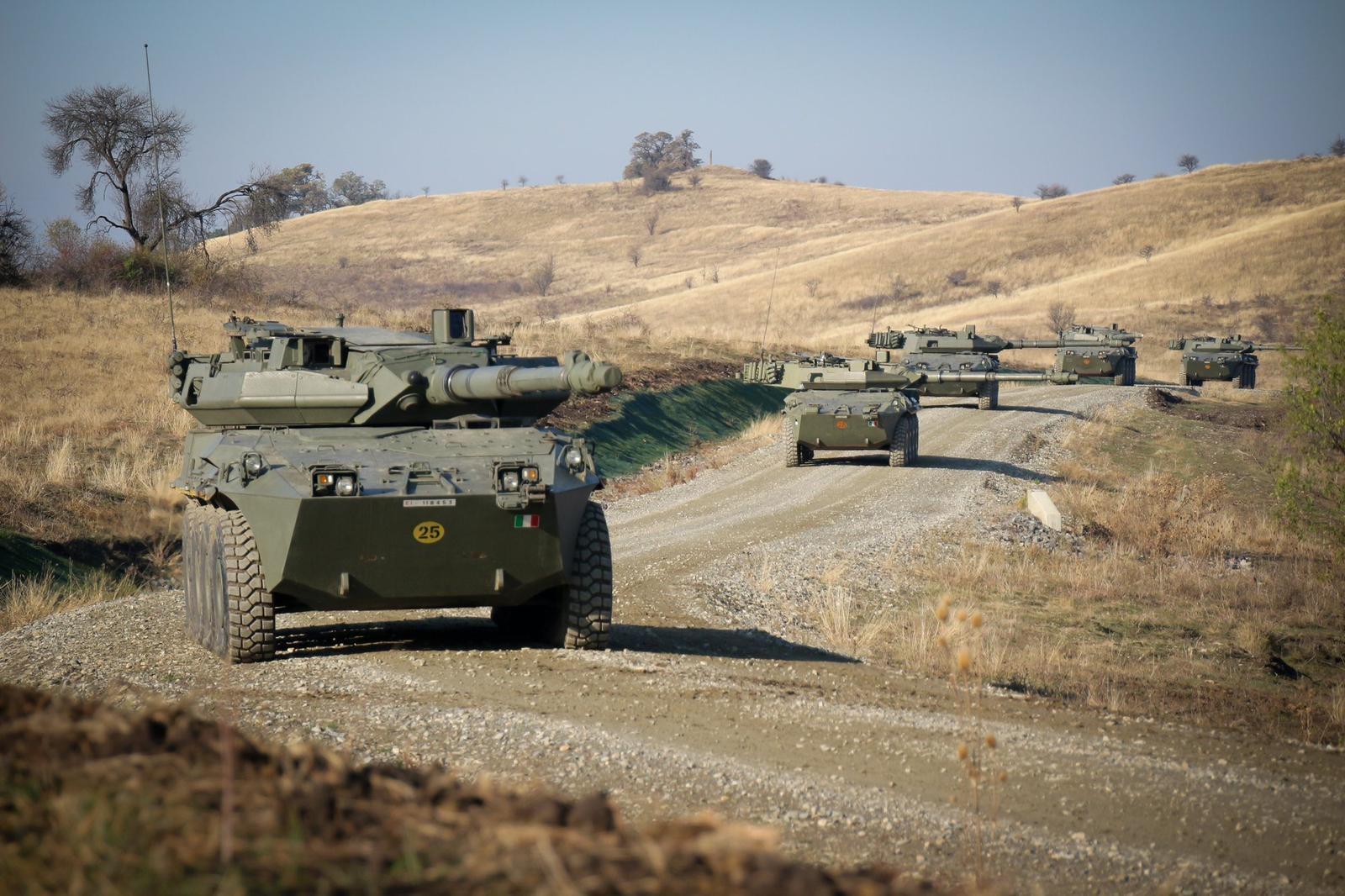
En 2019 des Centauro B1 du régiment à l'entraînement en Roumanie.

Le 1er régiment de cavalerie est surnommé « Nizza Cavalleria » et sa devise est Nicaea fidelis. Il est stationné à Pignerol, dans le Piémont.